# 圖爾斯山
圖爾斯山（Tulse Hill）是位於英格蘭南倫敦蘭貝斯倫敦自治市的一個地區。這一地區原本書農村地區，在1868年火車開通之後開始得到發展。